# Edward Berger (filmowiec)
Edward Berger (ur. 6 marca 1970 w Wolfsburgu) – niemiecki reżyser, scenarzysta i producent filmowy i telewizyjny.

## Życiorys
Urodził się i wychował w RFN, chociaż po matce ma pochodzenie szwajcarskie, a po ojcu – austriackie (do dziś ma potrójne obywatelstwo). W latach 1990–1991 studiował w Akademii Sztuk Pięknych w Brunszwiku, po czym kontynuował edukację na Uniwersytecie Nowojorskim, gdzie w 1994 ukończył studia reżyserskie. To właśnie w Nowym Jorku zaczął kręcić filmy krótkometrażowe.
Od 1997 mieszka i tworzy w Berlinie. Jego pełnometrażowym debiutem reżyserskim był dramat Gomez – Kopf oder Zahl (1998). Jeden z jego kolejnych projektów fabularnych, Jack (2014), startował w konkursie głównym na 64. MFF w Berlinie.
Po sukcesach przy tworzeniu seriali telewizyjnych Szpieg D'83 (2015, 5 odcinków), Terror (2018, 3 odc.) czy Patrick Melrose (2018, 5 odc.), Berger zajął się wysokobudżetowym dramatem wojennym Na Zachodzie bez zmian (2022), o życiu i śmierci niemieckich żołnierzy na I wojnie światowej. Obraz był kolejną adaptacją powieści pod tym samym tytułem autorstwa Ericha Marii Remarque’a, ale pierwszą z dialogami w języku niemieckim. Obraz przyniósł twórcom liczne nagrody, w tym cztery Oscary (m.in. za najlepszy film międzynarodowy) i siedem Nagród BAFTA (w tym za najlepszy film roku i reżyserię).
Kolejnym filmem Bergera było Konklawe (2024), adaptacja powieści Roberta Harrisa, dotycząca zakulisowych intryg przy wyborze nowego papieża. Obraz ten, nakręcony w Rzymie z udziałem międzynarodowej obsady (Ralph Fiennes, Stanley Tucci, John Lithgow, Isabella Rossellini), został dobrze odebrany przez krytyków, nieźle sobie radził w amerykańskim box office i wymieniany był w gronie kandydatów do Oscarów.

## Filmografia

### Reżyser
Filmy fabularne
- 1998: Gomez - Kopf oder Zahl
- 2001: Frau2 sucht HappyEnd
- 2014: Jack
- 2019: Wszyscy, których kocham (All My Loving)
- 2022: Na Zachodzie bez zmian (All Quiet on the Western Front)
- 2024: Konklawe (Conclave)